# Christ de Medinaceli

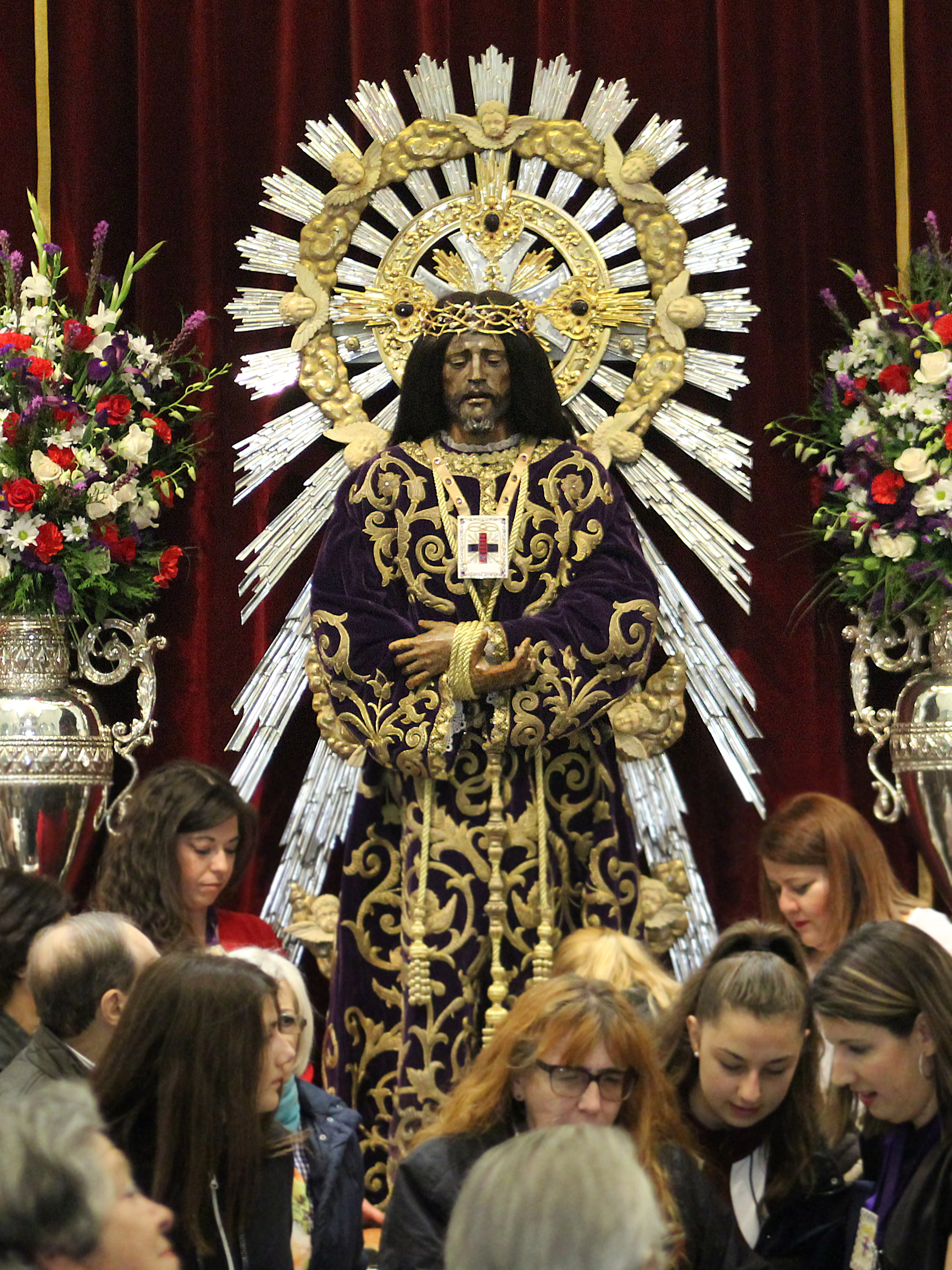
Christ de Medinaceli.

Le Christ de Medinaceli (en espagnol : Cristo de Medinaceli, Nuestro Padre Jesús de Medinaceli, Señor de Madrid) est une statue de Jésus de Nazareth représenté sous la forme de l'Ecce homo se trouvant dans la basilique Nuestro Padre Jesús de Medinaceli à Madrid et qui est l'objet d'une vénération par les catholiques.

## Histoire
La statue est apportée par les capucins à la Mamora, prise par la monarchie catholique espagnole en 1614  pour qu'elle soit vénérée par des soldats. En avril 1681, la ville tombe aux mains du sultan Moulay Ismail qui décide d'envoyer la statue à Meknès comme signe de victoire. Dans cette ville, elle est traînée et tirée dans les rues afin que les gens puissent se moquer d'elle. Un père trinitaire, voyant ce qui se passe, décide de parler au roi pour la récupérer en offrant autant d'or que le poids de l'image. Selon la tradition, lorsqu'elle est pesée, son poids se réduit considérablement par miracle. L'achat est réalisé par les trinitaires avec pour preuve le scapulaire de la Sainte Trinité autour du cou de l'image qui sert de sauf-conduit pour laisser passer l'image en terres chrétiennes et signifie que les trinitaires ont payé pour cela. Elle arrive à Madrid vers la moitié de l'année 1682 où elle est reçue dès le début avec grande dévotion. À son arrivée, est organisée une grande procession où elle commence à être connue sous le nom de Jesús del Rescate (Jésus de la rançon).
En 1710, se constitue une association religieuse des esclaves de Jésus de Nazareth dont le roi est protecteur depuis 1819. L'image devient connu sous le nom de Medinaceli car la chapelle où elle séjourne est sur un terrain donné par le duc de Medinaceli. En 1928, l'association est élevée en archiconfrérie, ce qui permet aux autres associations du même nom et au même titre de s'affilier ; à l'heure actuelle il existe 42 confréries agrégées en Espagne.
L'image est déplacée en différents endroits de l'Espagne pendant la guerre civile espagnole (1936-1939) pour la protéger contre les bombardements de Madrid et arrive finalement en Suisse en 1937 pour participer à une exposition d'œuvres d'art de la Société des Nations. Elle est de retour en 1939. En 1945, Francisco Palma Burgos (es) sculpte un superbe trône processionnel pour le Nazaréen. L'image fait partie du chemin de croix qui a lieu le 19 août 2011 à l'occasion des Journées mondiales de la jeunesse présidées par le pape Benoît XVI à Madrid.

## Culte et caractéristiques
Le Christ de Medinaceli se trouve actuellement au dessus du maître-autel de la basilique Nuestro Padre Jesús de Medinaceli construite à Madrid en 1930. Il est l'objet d'une vénération en particulier les vendredis, lors de la procession du vendredi saint et le premier vendredi de mars où un membre de la famille royale espagnole vient traditionnellement prier devant l'image. L'image de Jésus de Medinaceli suscite une grande dévotion dans de nombreuses régions de l'Espagne avec des copies à Santa Cruz de Tenerife, Güímar, Ávila, Palencia, Mijas, Vélez-Málaga. 
Le Christ de Medinaceli a une hauteur de 173 cm et fut élaborée dans les ateliers sévillans au XVIIe siècle, attribué au cercle du sculpteur Juan de Mesa. Son iconographie évoque le moment de la passion lorsque Pilate le présente au peuple (Ecce homo) pour être crucifié avec un regard qui reflète une grande souffrance. L'image porte le scapulaire de la Sainte Trinité, a des cheveux sculptés mais cachés par des cheveux naturels et une vraie tunique  dont il existe plus de trente modèles dont une de 1846 donnée par le roi François d'Assise de Bourbon et une autre de 1883, don de la duchesse de Medinaceli. Pour les grandes occasions comme le premier vendredi de mars ou lors de la procession, Jésus porte une couronne en or massif incrustée de pierres précieuses, cadeau des bijoutiers de Madrid dans les années 1950.